# Soulgas corticarius
Soulgas corticarius là một loài nhện trong họ Linyphiidae.
Loài này thuộc chi Soulgas. Soulgas corticarius được James Henry Emerton miêu tả năm 1909.